# Quadrangle d'Hurston
Le quadrangle d'Hurston (littéralement :  quadrangle du cratère Hurston), aussi identifié par le code USGS V-62, est une région cartographique en quadrangle sur Vénus. Elle est définie par des latitudes comprises entre 75° et 90° S et des longitudes comprises entre 0° et 360° E,. Il tire son nom du cratère Hurston.

## Coronæ
- Obilukha Corona
- Romi Kumi Corona
- Su Anasy Corona
- Ugatame Corona
- Whatitiri Corona